# Nikolaj Kalmakov

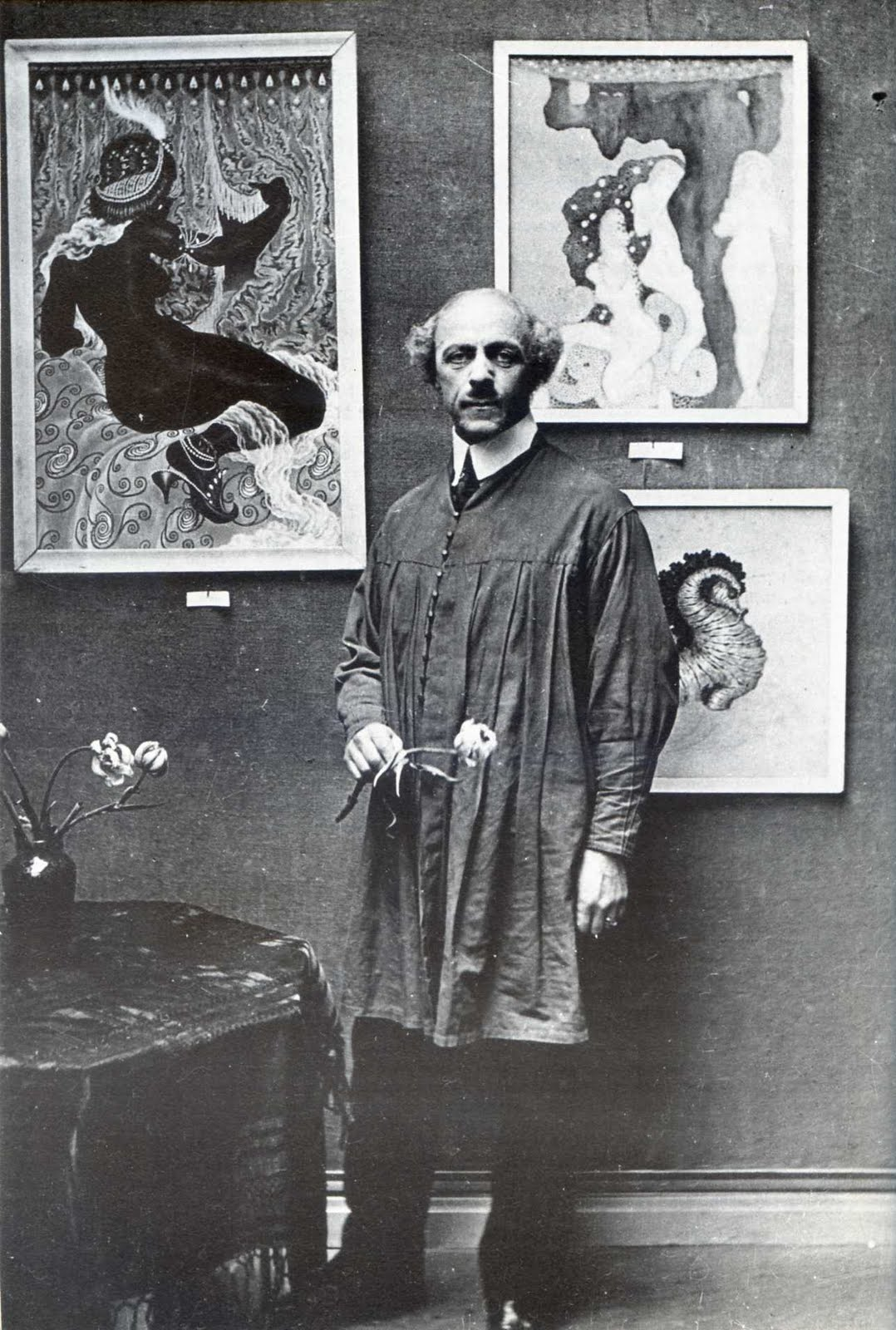
Nikolaj Kalmakov bij Galerie Charpentier, Parijs 1928

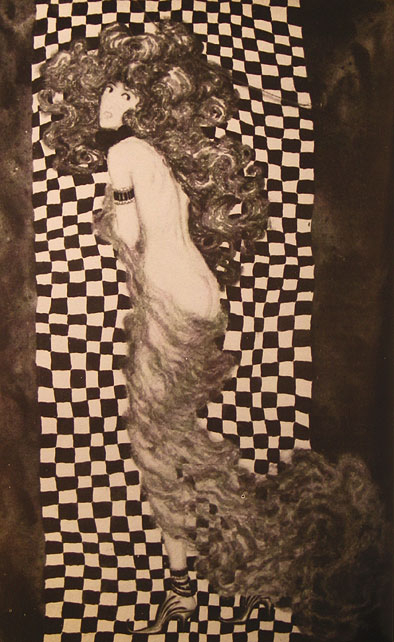
ontwerp voor een kostuum voor Salomé

Nikolaj Konstantinovitsj Kalmakov ook wel Nikolai Kalmakow of Nicholas Kalmakoff (Russisch: Николай Константинович Калмаков, Genua, 23  januari 1873 - Chelles, 2 februari 1955) was een Russische kunstschilder en decorbouwer.

## Biografie
Als zoon van een adellijke Russische generaal en een Italiaanse moeder kreeg hij aanvankelijk thuisonderwijs. Zijn latere passie voor het occulte werd al vroeg gestimuleerd door de sprookjes en verhalen van de gebroeders Grimm en E.T.A. Hoffmann die zijn huisonderwijzer vertelde. Kalmakov studeerde tussen 1890 en 1895 rechten in Sint-Petersburg en na zijn promotie ging hij terug naar Italië en studeerde daar kunstschilderen en anatomie. Zijn lievelingsthema's waren de Griekse en Oosterse mythologie en sagen, erotiek en ascese. Zijn unieke schilderstijl kan, min of meer, gerekend worden tot het symbolisme en de jugendstil. Vanaf 1900 woonde hij afwisselend in St. Petersburg en Moskou. Hoewel hij een leven in afzondering verkoos, had hij toch geregelde contacten met kunstenaars en de theaterwereld van Sint-Petersburg. Hij zorgde met zijn gewaagde, erotisch getinte, en taboedoorbrekende theater decors en dito kostuumontwerpen geregeld voor opschudding onder de welgestelde burgers en aristocratie van Rusland. Hij werkte ook als boekillustrator en maakte ex-librissen voor verscheidene uitgevers en bibliofielen.
Na de Russische Revolutie van 1917 emigreerde hij via Constantinopel en Tallinn naar Parijs, waar hij vanaf 1924 de rest van zijn leven verbleef. Daar werkte hij vanaf 1926 samen met de theaterproducent en choreograaf Nikolaj Jevreinov, waarmee hij al in Sint-Petersburg samenwerkte, aan een opvoering van Oscar Wilde's toneelstuk Salomé. Onder zijn bekenden waren veel Russische vluchtelingen zoals de mysticus George Gurdjieff.

### Overlijden
Kalmakov stierf in 1955 in armoede en grotendeels vergeten in een armenhuis in Chelles waar hij ook begraven is.
- Bibliothèque nationale de France: cb12002711h (data)
- Gemeinsame Normdatei: 120494779
- International Standard Name Identifier: 0000 0003 5903 3096
- Library of Congress Control Number: n97858528
- Nationale Bibliotheek van Tsjechië: js2010608196
- Nederlandse Thesaurus van Auteursnamen: 07275009X
- RKD-Nederlands Instituut voor Kunstgeschiedenis: 43314
- Système universitaire de documentation: 028131541
- Union List of Artist Names: 500081967
- Virtual International Authority File: 214969601
- WorldCat: E39PBJwHfMpVXT6w7W8rpkK8G3